# Um Barzinho, Um Violão: Jovem Guarda
Um Barzinho, Um Violão: Jovem Guarda é o terceiro álbum da série Um Barzinho, Um Violão, lançado em CD e DVD em 2005 pela Universal Music. Foi exibido pelo canal Multishow e contou com a participação de grandes nomes da música brasileira, interpretando grandes sucessos da Jovem Guarda.

## Faixas
| CD/DVD |                                      |                                   |         |  |
| N.º    | Título                               | Artista                           | Duração |  |
| 1.     | "Só Vou Gostar de Quem Gosta de Mim" | Caetano Veloso                    |         |  |
| 2.     | "Esqueça"                            | Daniela Mercury                   |         |  |
| 3.     | "Pensando Nela"                      | Roupa Nova                        |         |  |
| 4.     | "Coração de Papel"                   | Luiza Possi                       |         |  |
| 5.     | "Lobo Mau"                           | Wilson Sideral                    |         |  |
| 6.     | "O Ritmo Da Chuva"                   | Fernanda Takai e Rodrigo Amarante |         |  |
| 7.     | "Quando"                             | Babado Novo                       |         |  |
| 8.     | "Se Você Pensa"                      | Pedro Mariano                     |         |  |
| 9.     | "Vem Quente Que Eu Estou Fervendo"   | Wilson Simoninha                  |         |  |
| 10.    | "Coqueiro Verde"                     | Zeca Pagodinho                    |         |  |
| 11.    | "Erva Venenosa"                      | Sandra de Sá                      |         |  |
| 12.    | "Vendedor De Bananas"                | Ney Matogrosso                    |         |  |
| 13.    | "O Vagabundo"                        | Engenheiros do Hawaii             |         |  |
| 14.    | "Você Pediu e Eu Já Vou Daqui"       | Nando Reis                        |         |  |
| 15.    | "Sentado à Beira do Caminho"         | Fernanda Porto                    |         |  |
| 16.    | "Namoradinha de Um Amigo Meu"        | Biquini Cavadão                   |         |  |